# NGC 3448
NGC 3448 ist eine irreguläre Galaxie vom Hubble-Typ IB0? im Sternbild Großer Bär am Nordsternhimmel. Die Galaxie ist rund 63 Millionen Lichtjahre von der Milchstraße entfernt und hat einen Durchmesser von etwa 50.000 Lichtjahren.
Sie bildet mit PGC 32740 ein wechselwirkendes Paar, das als Arp 205 bekannt ist. Der gesamte Galaxienkomplex hat eine Ausdehnung von ca. 150.000 Lichtjahren. Halton Arp gliederte seinen Katalog ungewöhnlicher Galaxien nach rein morphologischen Kriterien in Gruppen. Diese Galaxie gehört zu der Klasse Galaxien mit vom Kern ausgeschleuderter Materie.
Ihre Entdeckung erfolgte am 17. April 1789 durch William Herschel.

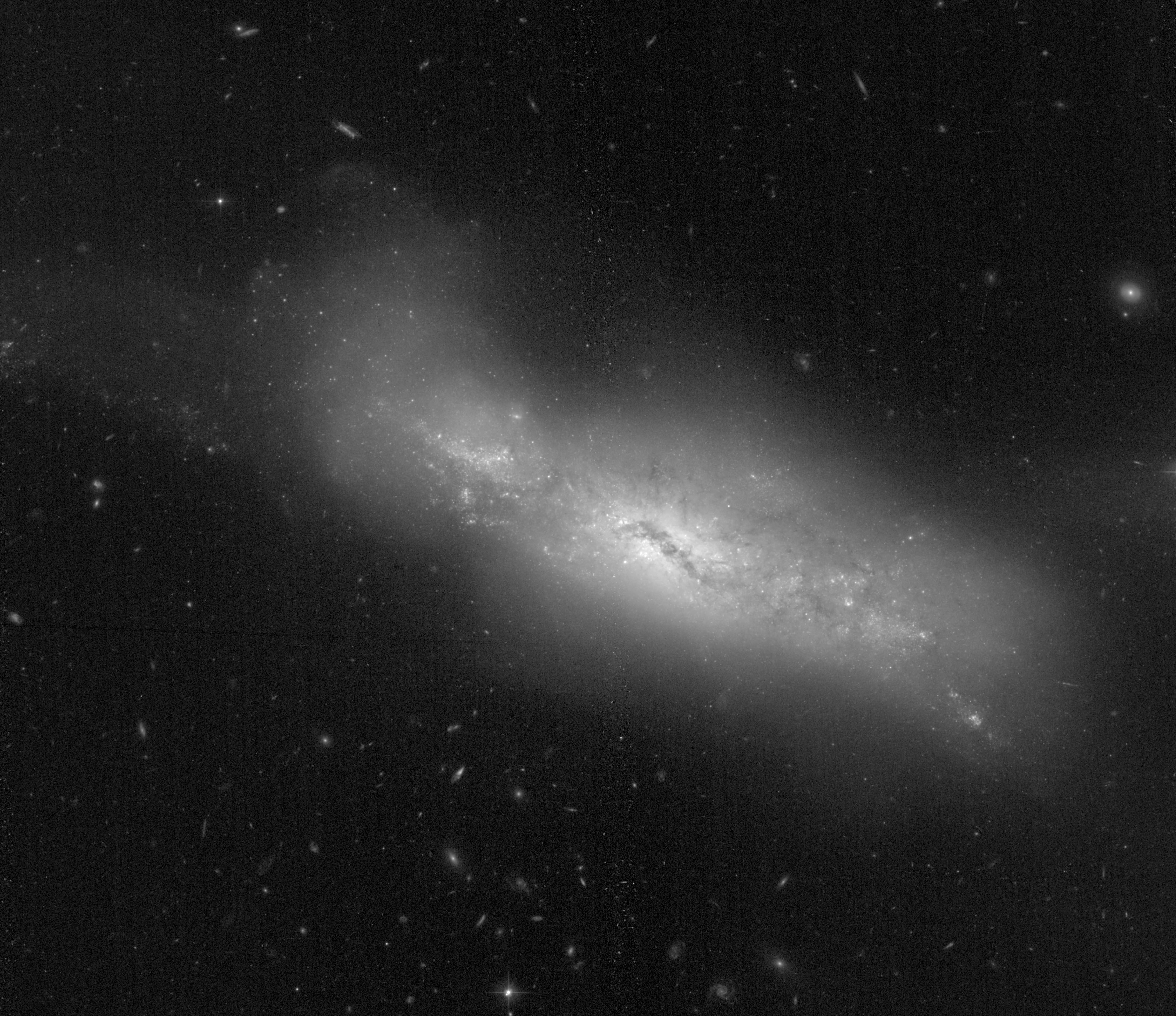
Aufnahme mithilfe des Hubble-Weltraumteleskops